# Wilhelm Heinrich Reichenbach

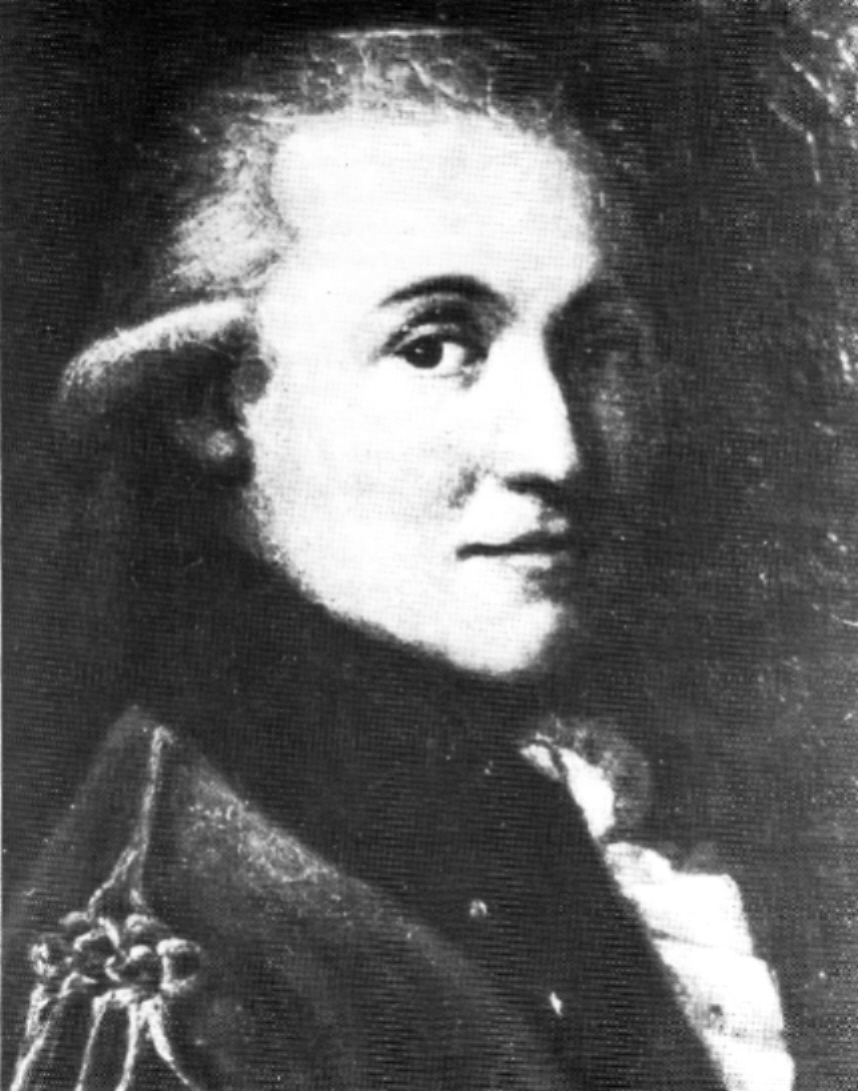
Ludovike Simanowiz: Porträt Wilhelm Heinrich Reichenbach

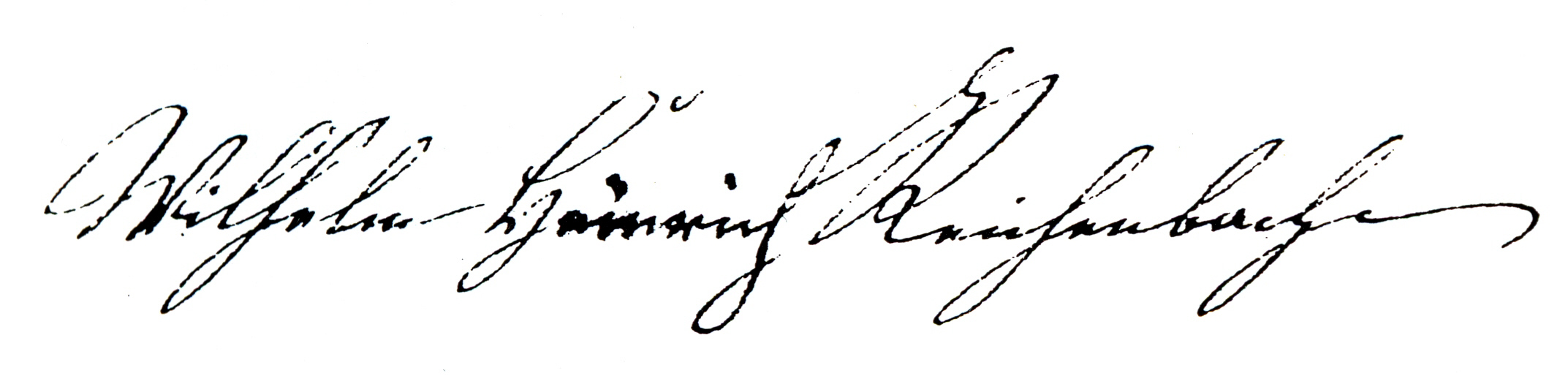
Signatur Reichenbachs

Wilhelm Heinrich Reichenbach (* 13. Dezember 1763 in Ludwigsburg; † 18. Dezember 1843 in Eßlingen) war herzoglich württembergischer Leib- und Regimentsmedikus.

## Leben
Wilhelm Heinrich Reichenbach stammte aus einer alteingesessenen Cannstatter Chirurgenfamilie. Sein Vater war Jeremias Friedrich Reichenbach (1725–1810), „chirurgus major“ (vereidigter Wundarzt) in Cannstatt, verheiratet mit Susanne Sophie Schwegler. Der Großvater Jakob Friedrich war ebenfalls „chirurgus major“ in Cannstatt. Ein Bruder des Jeremias Friedrich Reichenbach war Johann Friedrich Reichenbach (1726–1790), welcher bis zum 2. Leibchirurgen Herzog Carl Eugens von Württemberg aufstieg und ein beträchtliches Vermögen ansammeln konnte. Während aber Johann Friedrich lediglich eine Tochter Charlotte besaß, welche bereits 24-jährig starb, konnte Jeremias Friedrich auf eine stattliche Zahl von Kindern zurückblicken.
Wilhelm Heinrich Reichenbach hatte mindestens fünf Geschwister, die das Erwachsenenalter erreichten: der älteste Sohn Friedrich Carl Ludwig (geboren 1755) wurde Pfarrer in Erdmannhausen bei Marbach. Der zweite Sohn Carl Ludwig (1757–1837) wurde herzoglich württembergischer Bibliothekar und Archivar; dessen Sohn Karl Ludwig Friedrich (1788–1869) wurde Naturforscher und Industrieller und in den Freiherrenstand erhoben. Die älteste Schwester war die Malerin Ludovike Simanowiz. Der jüngere Bruder Carl August studierte 1790 auf der Hohen Carlsschule und wurde später Militär. Die jüngste Schwester Johanne heiratete den Pfarrer Schmidlin.
Wilhelm Heinrich Reichenbach besuchte die Carlsschule und studierte dort seit 1774 Medizin. Am 10. Oktober 1784 wurde er dort entlassen unter Bescheinigung, dass er die Arzneiwissenschaft studiert habe.
Als Friedrich Eugen von Württemberg, der Bruder des regierenden Herzogs Carl Eugen, in der württembergischen Exklave Mömpelgard die Regierung antrat und einen Leibarzt benötigte, fiel die Wahl auf Wilhelm Heinrich Reichenbach. In Montbéliard heiratete Reichenbach am 10. April 1787 Margarete Susanne Parrot, eine Tochter des mömpelgardischen Hofwundarztes Johann Jakob Parrot. In der Ehe wurden drei Kinder geboren. Das erste, Friedrich Eugen (* 2. Dezember 1788), starb bereits mit zwei Jahren. Am 22. Juni 1791 kam der zweite Sohn Johann Georg Friedrich zur Welt. Das dritte Kind, Heinrich (* 23. November 1796 in Hohenheim), starb ebenfalls im Alter von zwei Jahren.
Nachdem Herzog Ludwig Eugen, der Nachfolger Carl Eugens, 1795 gestorben war, musste sein Bruder Friedrich Eugen das Regiment in Stuttgart antreten. Er behielt seinen Leibarzt Reichenbach bei. Herzog Friedrich Eugen starb aber bereits am 23. Dezember 1797, worauf sein Leibarzt Wilhelm Heinrich Reichenbach 1798 in Pension versetzt wurde.
Aber Wilhelm Heinrich Reichenbach wurde nicht vergessen. So wurde er am 14. Dezember 1798 als Arzt und Kammerdiener des Kronprinzen Wilhelm angestellt, aus dessen Dienst er aber bereits 1801 wieder entlassen wurde. Stattdessen wurde er in gleicher Funktion beim Kronprinzen Paul (1785–1852) angestellt, aber bereits wieder am 11. Juni 1802 aus nichtgenannter Ursache für 400 Gulden jährlich in die Pension versetzt.
Die Ehefrau Margarete Susanne starb 1833, er selbst 80-jährig am 18. Dezember 1843 in Eßlingen.
Das einzige verbliebene Kind, Johann Georg Friedrich Reichenbach (1791–1873), absolvierte eine kaufmännische Lehre in Basel, hielt sich dann etwa 20 Jahre in Frankreich auf und betrieb in St. Quentin eine Textilfabrik. 1832, nach dem Tod seiner Frau, kehrte er nach Württemberg zurück auf der Suche nach einer neuen Gewerbemöglichkeit, und erwarb das ehemalige Benediktinerinnenkloster Urspring, um dort eine Baumwollmanufaktur einzurichten. 1833 heiratete er Adelheid, die Tochter des Kameralverwalters Teichmann in Blaubeuren.